# Raorchestes anili
Espèce
Synonymes
- Philautus anili Biju & Bossuyt, 2006
- Pseudophilautus anili (Biju & Bossuyt, 2006)

Statut de conservation UICN

 LC  : Préoccupation mineure
Raorchestes anili est une espèce d'amphibiens de la famille des Rhacophoridae.

## Répartition
Cette espèce est endémique du Kerala en Inde.

## Description
Raorchestes anili mesure de 23 à 25 mm pour les mâles et environ 30 mm pour les femelles. Son dos est brun clair avec des taches irrégulières d'une teinte plus sombre ; son ventre est gris avec des taches brunes de taille variable ; sa gorge est vermiculée de brun ; ses pattes antérieures et postérieures sont grisâtres.

## Étymologie
Cette espèce est nommée en l'honneur d'Anil Zachariah.

## Publication originale
- Biju & Bossuyt, 2006 : Two new species of Philautus (Anura, Ranidae, Rhacophorinae) from the Western Ghats, India. Amphibia-Reptilia, vol. 27, p. 1-9 (texte intégral).